# ルイ＝マチュー・ラングレス

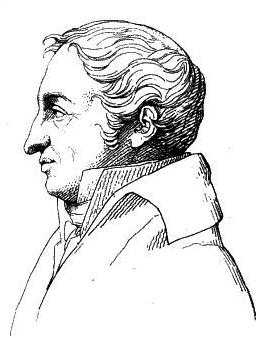

ルイ＝マチュー・ラングレス（Louis-Mathieu Langlès、1763年8月23日 - 1824年1月28日）は、フランスの東洋学者。

## 略歴と業績
ラングレスは今のオワーズ県のペレンヌに生まれた。両親はラングレスを軍人にしたいと考えていたが、ラングレスはインドで軍人か外交官になったときに役立つからと親を説得してコレージュ・ド・フランスでアラビア語とペルシア語を学んだ。
1787年にティムールによる政治・軍事組織に関する著書のフランス語訳を出版した。
大臣ベルタンの指示により、ジョゼフ＝マリー・アミオの作った満州語辞典をラングレスは編集出版した。その前に満州文字に関する書物を1787年に出版しているが、この本は活版印刷された最初の満州文字の書物だった。初版の活字は問題が大きかったが、後の版では改良された。
- Alphabet Mantchou : rédigé d'après le syllabaire et le dictionnaire universel de cette langue (3rd ed.). Paris: Imprimerie impériale. (1807)
- Joseph-Marie Amio (1789-1790). Louis Langlès. ed. Dictionnaire tartare-mantchou françois. Paris: F.A. Didot

フランス革命がはじまると、ラングレスは旧王立図書館の書物の管理をまかされた。
現在もっともよく知られるラングレスの業績は、パリ東洋言語文化大学の前身である東洋言語特別学校を創立したことで、1795年に開校するとその初代所長をつとめ、またペルシア語を教えた。同年、碑文アカデミーの会員に選ばれた。
ラングレスは5巻からなる翻訳紀行文集(Collection portative de voyages traduits, 1798-1805)を出版したほか、東洋人や西洋人による旅行記を多くフランス語に翻訳した。
ナポレオン・ボナパルトはエジプト遠征にラングレスの同行を求めたが、ラングレスが拒否したためにナポレオンの怒りをかった。ナポレオンの追放後、1815年にロシア帝国から騎士の聖ウラジーミル勲章を授けられたほか、国内外からさまざまな栄誉が与えられた。
1824年にパリで没し、ペール・ラシェーズ墓地に埋葬された。